# ماسیمیلیانو روزا
ماسیمیلیانو روزا (انگلیسی: Massimiliano Rosa؛ زادهٔ ۱۲ اکتبر ۱۹۷۰) بازیکن فوتبال اهل ایتالیا است.
از باشگاه‌هایی که در آن بازی کرده‌است می‌توان به باشگاه فوتبال یوونتوس، باشگاه فوتبال سالرنیتانا، باشگاه فوتبال ونتزیا، باشگاه فوتبال پادوا، باشگاه فوتبال کالیاری، و باشگاه فوتبال اسپال اشاره کرد.